# Międzynarodowa Federacja Sportów Umysłowych
Międzynarodowa Federacja Sportów Umysłowych (ang. International Mind Sports Association - IMSA) – międzynarodowa organizacja, w skład której wchodzą:
- Światowa Federacja Go (IGF)
- Międzynarodowa Federacja Szachowa (FIDE)
- Światowa Federacja Brydża (WBF)
- Światowa Federacja Warcabowa (FMJD)

A także od 30 kwietnia 2010 (Decyzję ogłoszono w Dubaju podczas kongresu IMSA):
- Międzynarodowa Federacja Pokera (International Federation of Poker)

IMSA reprezentuje 500-milionową rzeszę graczy z całego świata i działa na rzecz ruchu olimpijskiego.
W 2008 IMSA zorganizowała Olimpiadę Sportów Umysłowych.